# Feytiat
Feytiat est une commune française située dans la banlieue Sud-Est de Limoges, dans le département de la Haute-Vienne, en région Nouvelle-Aquitaine.
Ses habitants sont appelés les Feytiacois.

## Géographie

La Mairie de Feytiat et la prairie du domaine- Panorama

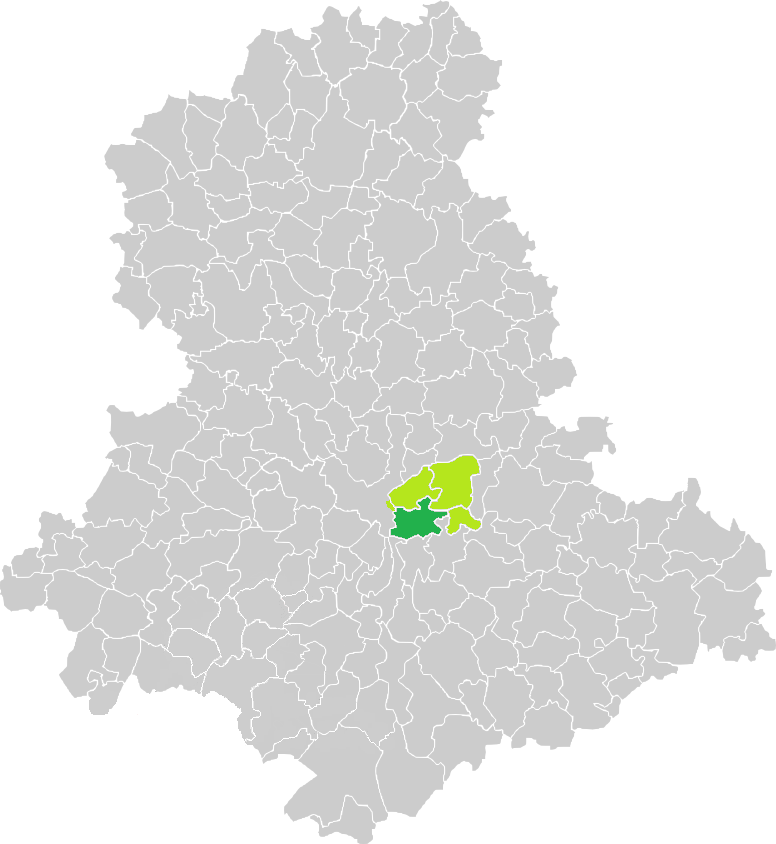
Situation de la commune de Feytiat en Haute-Vienne.

C'est une ville de l'agglomération et banlieue de Limoges, traversée par la RD 979, par le chemin de pèlerinage de Saint-Jacques-de-Compostelle via Lemovicensis et par le
sentier de grande randonnée GR 4.
La commune de Feytiat a une superficie de 24,7 km2. La plus grande ville la plus proche est Limoges, qui est située à 6 km au Nord-Ouest.

### Communes limitrophes
Feytiat est limitrophe de sept autres communes.

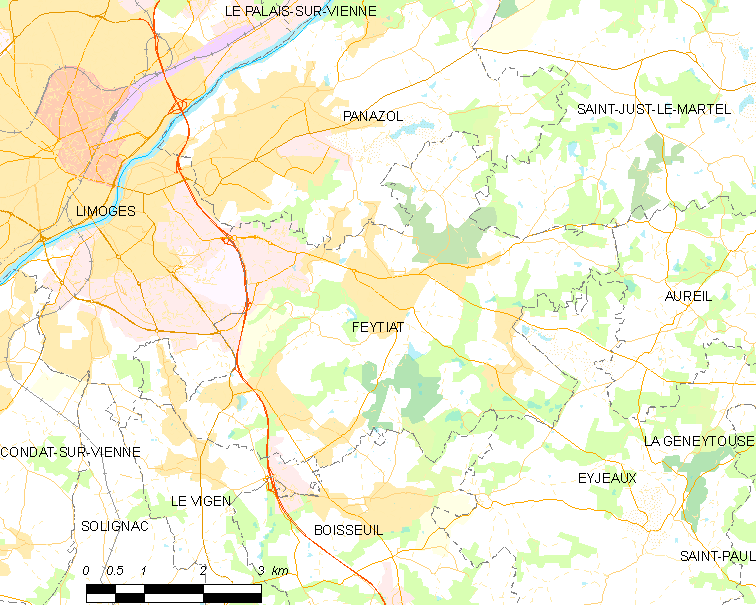
Carte de la commune de Feytiat et de ses proches communes.

|          | Panazol   | Saint-Just-le-Martel |
| Limoges  | Feytiat   | Aureil               |
| Le Vigen | Boisseuil | Eyjeaux              |

### Voies de communication et transports
Cette commune est desservie par les lignes d'autobus : 13, 43.

### Climat
Pour des articles plus généraux, voir Climat de la Nouvelle-Aquitaine et Climat de la Haute-Vienne.
Historiquement, la commune est exposée à un climat océanique limousin.
En 2020, Météo-France publie une typologie des climats de la France métropolitaine dans laquelle la commune est exposée à un climat océanique altéré et est dans la région climatique  Ouest et Nord-Ouest du Massif Central, caractérisée par une pluviométrie annuelle de 900 à 1 500 mm, maximale en automne et en hiver.
Pour la période 1971-2000, la température annuelle moyenne est de 11,3 °C, avec une amplitude thermique annuelle de 14,8 °C. Le cumul annuel moyen de précipitations est de 1 067 mm, avec 13,3 jours de précipitations en janvier et 7,8 jours en juillet. Pour la période 1991-2020, la température moyenne annuelle observée sur la station météorologique la plus proche, située sur la commune de Limoges à 7,76 km à vol d'oiseau, est de 11,8 °C et le cumul annuel moyen de précipitations est de 1 018,0 mm,. Pour l'avenir, les paramètres climatiques de la commune estimés pour 2050 selon différents scénarios d’émission de gaz à effet de serre sont consultables sur un site dédié publié par Météo-France en novembre 2022.

## Urbanisme

### Typologie
Au 1er janvier 2024, Feytiat est catégorisée bourg rural, selon la nouvelle grille communale de densité à sept niveaux définie par l'Insee en 2022.
Elle appartient à l'unité urbaine de Limoges, une agglomération intra-départementale regroupant dix  communes, dont elle est une commune de la banlieue,,. Par ailleurs la commune fait partie de l'aire d'attraction de Limoges, dont elle est une commune de la couronne,. Cette aire, qui regroupe 127 communes, est catégorisée dans les aires de 200 000 à moins de 700 000 habitants,.

### Occupation des sols
L'occupation des sols de la commune, telle qu'elle ressort de la base de données européenne d’occupation biophysique des sols Corine Land Cover (CLC), est marquée par l'importance des territoires agricoles (46,2 % en 2018), en diminution par rapport à 1990 (52,1 %). La répartition détaillée en 2018 est la suivante : 
forêts et bois (25,9 %), prairies (21,9 %), zones urbanisées (21,3 %), zones agricoles hétérogènes (20 %), zones industrielles ou commerciales et réseaux de communication (6 %), terres arables (4,3 %), milieux à végétation arbustive et/ou herbacée (0,6 %). L'évolution de l’occupation des sols de la commune et de ses infrastructures peut être observée sur les différentes représentations cartographiques du territoire : la carte de Cassini (XVIIIe siècle), la carte d'état-major (1820-1866) et les cartes ou photos aériennes de l'IGN pour la période actuelle (1950 à aujourd'hui).

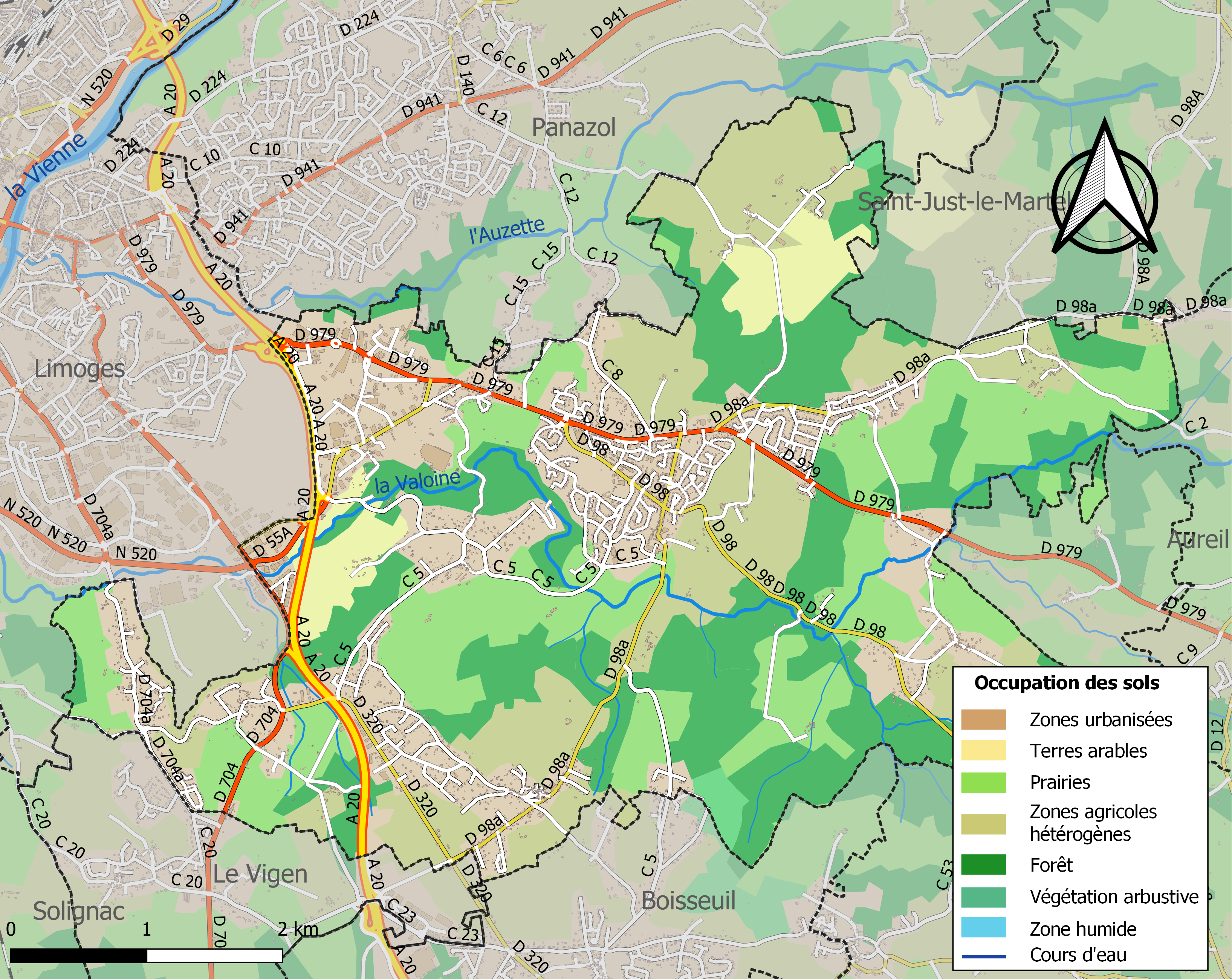
Carte des infrastructures et de l'occupation des sols de la commune en 2018 (CLC).

### Risques majeurs
Le territoire de la commune de Feytiat est vulnérable à différents aléas naturels : météorologiques (tempête, orage, neige, grand froid, canicule ou sécheresse), inondations et séisme (sismicité faible). Il est également exposé à un risque particulier : le risque de radon. Un site publié par le BRGM permet d'évaluer simplement et rapidement les risques d'un bien localisé soit par son adresse soit par le numéro de sa parcelle.

#### Risques naturels
Certaines parties du territoire communal sont susceptibles d’être affectées par le risque d’inondation par débordement de cours d'eau, notamment l'Auzette et la Valoine. La commune a été reconnue en état de catastrophe naturelle au titre des dommages causés par les inondations et coulées de boue survenues en 1982, 1993, 1999, 2007 et 2016,. Le risque inondation est pris en compte dans l'aménagement du territoire de la commune par le biais des plans de prévention des risques inondation (PPRI) « Auzette » et « Valoine », approuvés le 23 janvier 2009.

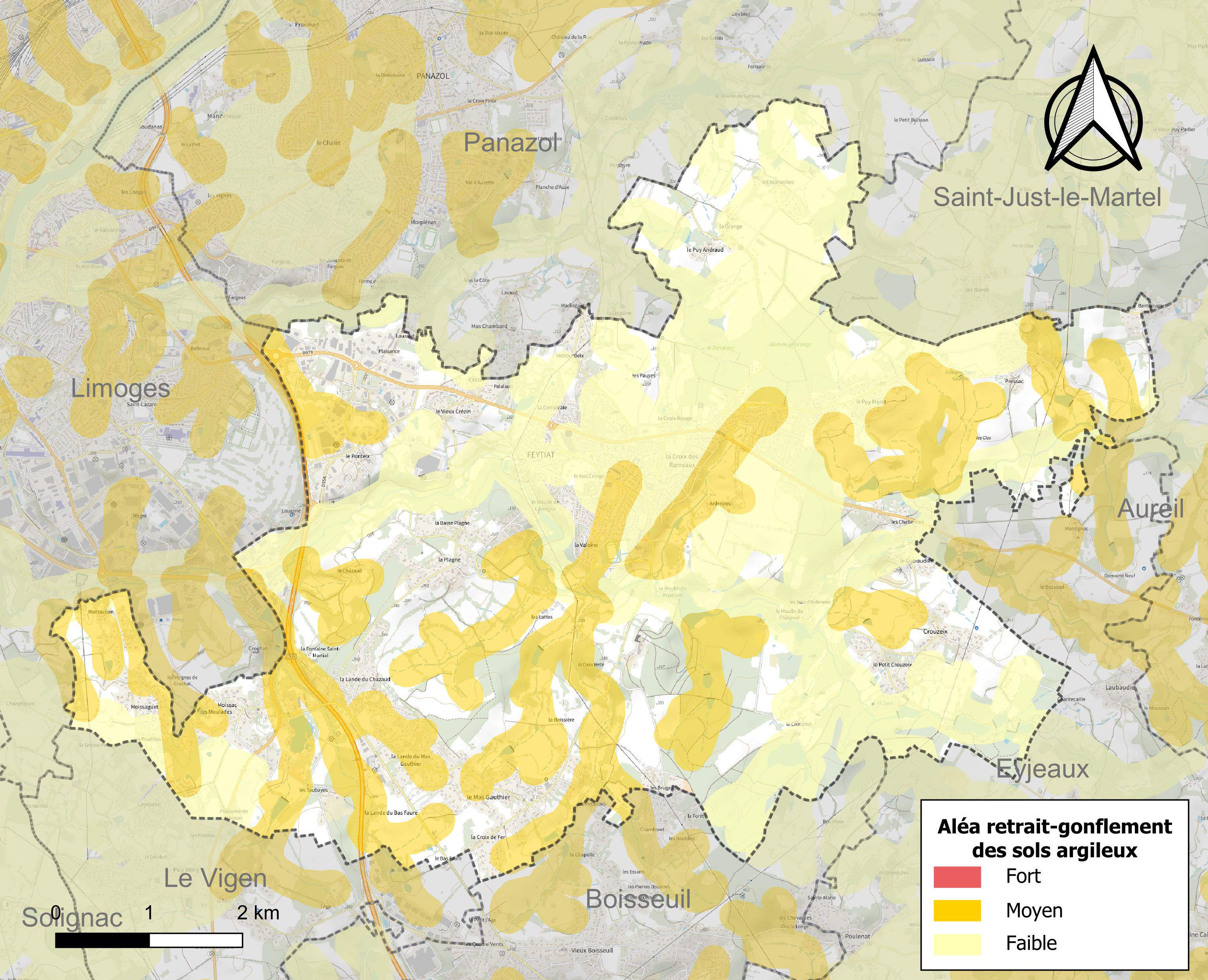
Carte des zones d'aléa retrait-gonflement des sols argileux de Feytiat.

Le retrait-gonflement des sols argileux est susceptible d'engendrer des dommages importants aux bâtiments en cas d’alternance de périodes de sécheresse et de pluie. 29,6 % de la superficie communale est en aléa moyen ou fort (27 % au niveau départemental et 48,5 % au niveau national métropolitain). Depuis le 1er octobre 2020, en application de la loi ÉLAN, différentes contraintes s'imposent aux vendeurs, maîtres d'ouvrages ou constructeurs de biens situés dans une zone classée en aléa moyen ou fort,.
La commune a été reconnue en état de catastrophe naturelle au titre des dommages causés par la sécheresse en 2018 et 2019 et par des mouvements de terrain en 1999.

#### Risque particulier
Dans plusieurs parties du territoire national, le radon, accumulé dans certains logements ou autres locaux, peut constituer une source significative d’exposition de la population aux rayonnements ionisants. Selon la classification de 2018, la commune de Feytiat est classée en zone 3, à savoir zone à potentiel radon significatif.

## Toponymie
La commune porte aussi un nom dans l'ancienne langue régionale locale, le limousin : Feytiat en graphie mistralienne (comme en français), Festiat voire Festiac en graphie classique.

## Histoire
Feytiat est citée dès le XIIe siècle comme possédant l'un des plus anciens établissements de l'ordre de Grandmont : le prieuré du Châtenet, fondé du vivant de Saint Etienne de Muret (vers 1120).
Le lieu du Châtenet (nom venant des châtaigniers) fut suggéré à Saint Étienne par saint Gaucher. En 1139, il y avait 18 religieux au Châtenet.
Le Mas du Puytison fut donné aux religieuses en 1224 par Adémar Vigier.
En 1317, une bulle du pape Jean XXII érigea le Châtenet en prieuré conventuel régulier. On défricha à cette époque et quatre étangs furent construits. Parmi ceux-ci, l'étang du moulin du Châtenet qui est devenu l'étang du Puytison.
Durant la guerre de Cent Ans, en 1370, le prieuré fut dévasté. En 1569, il fut saccagé et incendié par le duc des Deux Ponts Wolfgang de Bavière, durant les guerres de religion.
En 1550, le prieuré avait été transformé en communauté de femmes. La supérieure portait le titre d'abbesse royale du Châtenet.
En 1748, il y avait au prieuré 23 religieuses, une novice, trois converses et douze élèves. Cette communauté exista jusqu'à la Révolution.
Le 4 vendémiaire an IV (26 septembre 1795), Guillaume Grégoire de Roulhac se rendit acquéreur des domaines nationaux provenant de l'abbaye du Châtenet : le prieuré, quatre de ses métairies, la forêt et les étangs.

Ancien logo.

Miguel Indurain coureur cycliste espagnol, professionnel de 1984 à 1996. Il est le seul coureur à avoir remporté cinq fois consécutivement le Tour de France, et a également gagné à deux reprises le Tour d'Italie reçoit la médaille de la ville de Feytiat en 1995 remise en mains propres par le maire de la commune, Jean-Paul Denanot qui commence sa carrière politique en 1977 en devenant adjoint au maire de la commune de Feytiat. Il occupe cette fonction jusqu'en 1992, date à laquelle il est élu maire de la ville ; en 2004, il quitte son poste pour occuper celui de président du conseil régional du Limousin aujourd'hui Nouvelle-Aquitaine.

## Démographie
L'évolution du nombre d'habitants est connue à travers les recensements de la population effectués dans la commune depuis 1793. Pour les communes de moins de 10 000 habitants, une enquête de recensement portant sur toute la population est réalisée tous les cinq ans, les populations de référence des années intermédiaires étant quant à elles estimées par interpolation ou extrapolation. Pour la commune, le premier recensement exhaustif entrant dans le cadre du nouveau dispositif a été réalisé en 2005.

En 2022, la commune comptait 6 174 habitants, en évolution de +0,7 % par rapport à 2016 (Haute-Vienne : −0,68 %, France hors Mayotte : +2,11 %).
| 1793 | 1800 | 1806 | 1821 | 1831 | 1836 | 1841 | 1846  | 1851  |
| ---- | ---- | ---- | ---- | ---- | ---- | ---- | ----- | ----- |
| 824  | 711  | 721  | 739  | 895  | 894  | 960  | 1 056 | 1 122 |

| 1856  | 1861  | 1866  | 1872  | 1876  | 1881  | 1886  | 1891  | 1896  |
| ----- | ----- | ----- | ----- | ----- | ----- | ----- | ----- | ----- |
| 1 138 | 1 135 | 1 233 | 1 225 | 1 237 | 1 217 | 1 282 | 1 302 | 1 312 |

| 1901  | 1906  | 1911  | 1921  | 1926  | 1931  | 1936  | 1946  | 1954  |
| ----- | ----- | ----- | ----- | ----- | ----- | ----- | ----- | ----- |
| 1 303 | 1 308 | 1 301 | 1 232 | 1 243 | 1 201 | 1 212 | 1 250 | 1 325 |

| 1962  | 1968  | 1975  | 1982  | 1990  | 1999  | 2005  | 2006  | 2010  |
| ----- | ----- | ----- | ----- | ----- | ----- | ----- | ----- | ----- |
| 1 315 | 1 590 | 2 941 | 3 591 | 4 430 | 5 299 | 5 634 | 5 622 | 5 981 |

| 2015  | 2020  | 2022  | - | - | - | - | - | - |
| ----- | ----- | ----- | - | - | - | - | - | - |
| 6 156 | 6 120 | 6 174 | - | - | - | - | - | - |

## Économie
- Campus de CCI Formation de la Chambre de commerce et d'industrie de Limoges et de la Haute-Vienne.
- Usine Madrange : construction d'une usine de charcuterie en 1986 : création de l'unité de production « Limoges Feytiat », l'une des plus modernes d'Europe, spécialisée dans la fabrication exclusive du jambon cuit et dérivés sous toutes ses formes.

## Culture locale et patrimoine

### Événement culturel
Depuis l'année 2000, la commune organise le Festival international du pastel, en collaboration avec la Société des Pastellistes de France. En 2022, 250 pastels contemporains, d'artistes de différents pays, sont exposés.

### Lieux et monuments

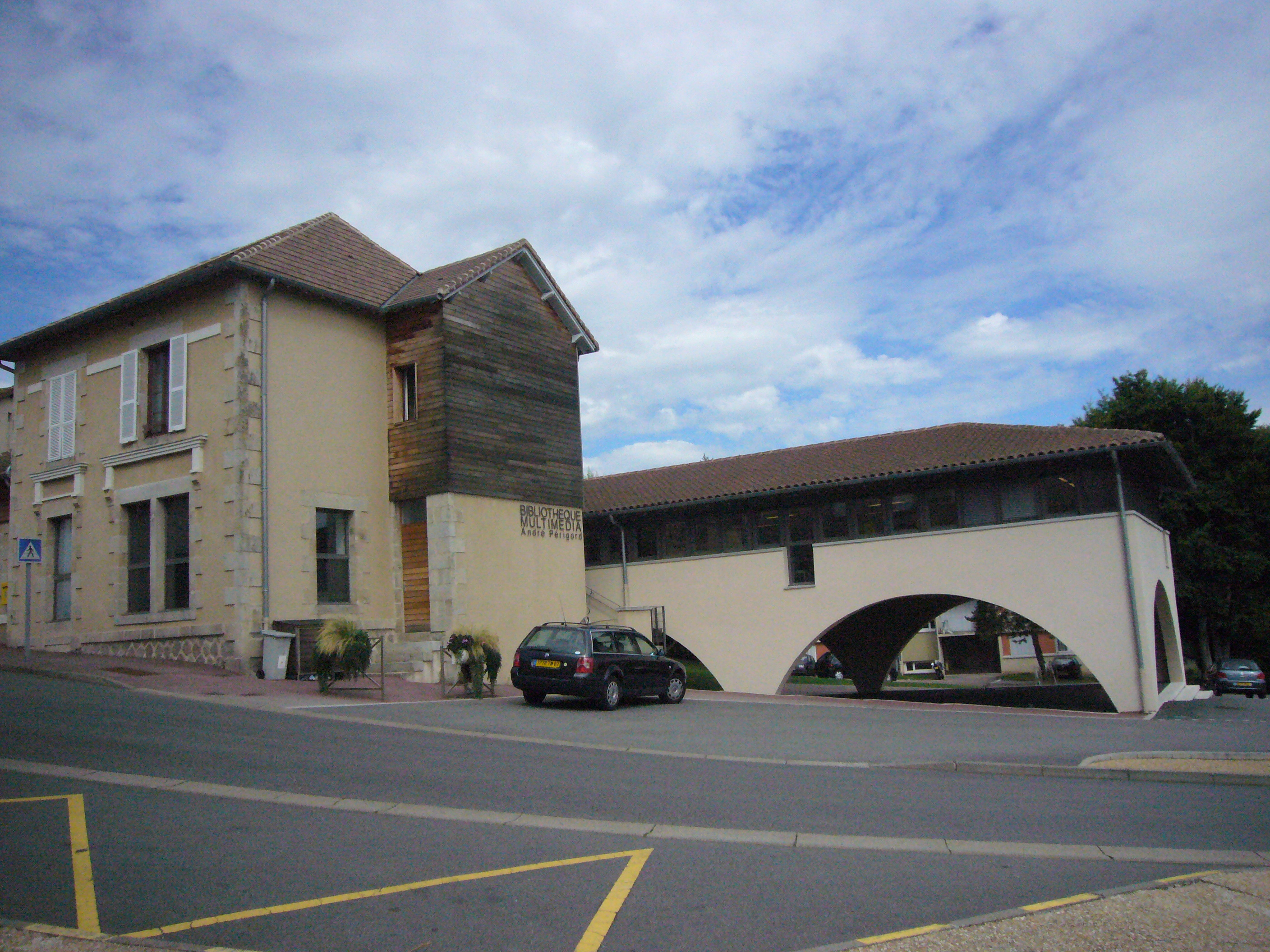
La bibliothèque.
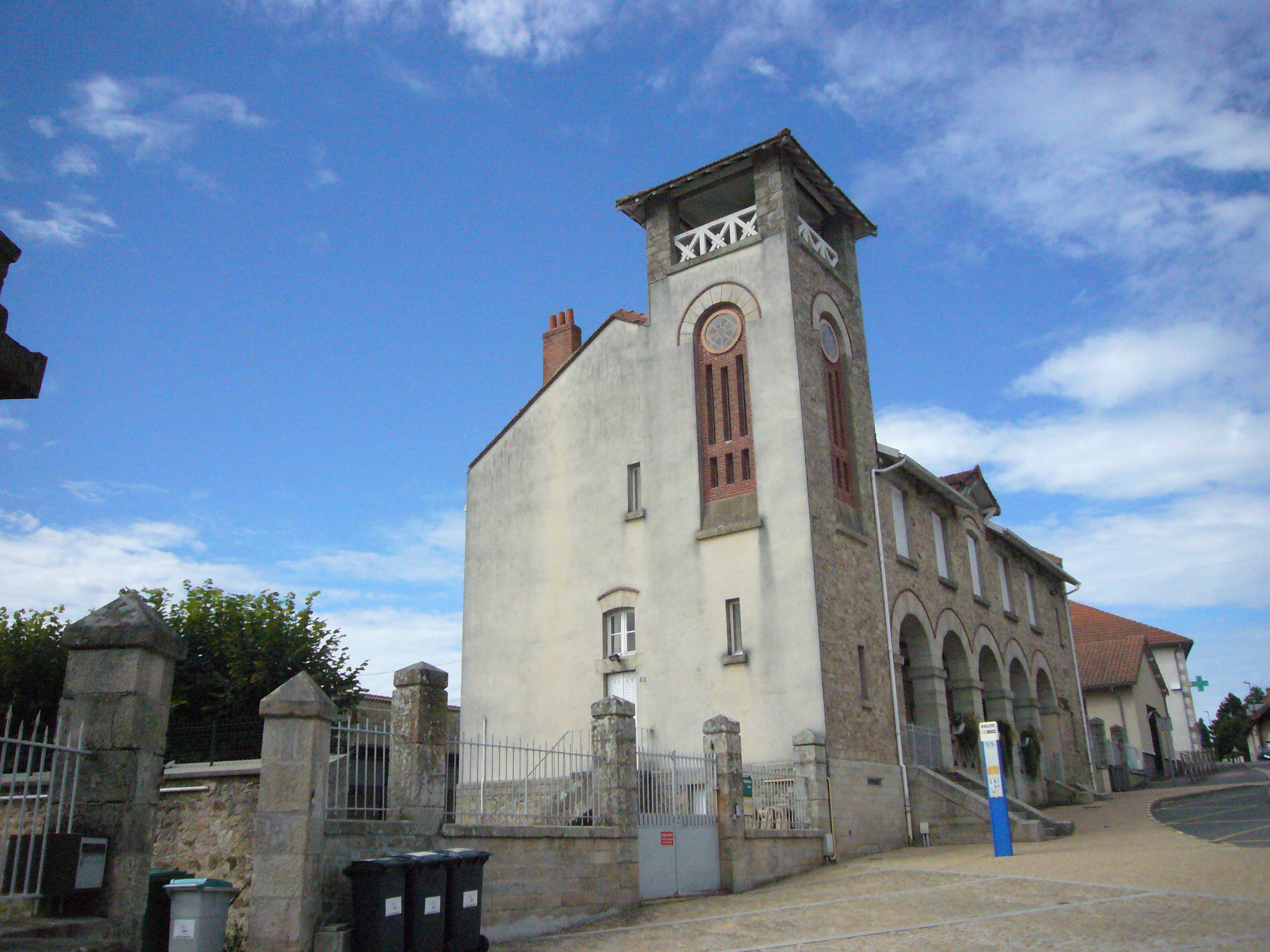
L'école de musique.
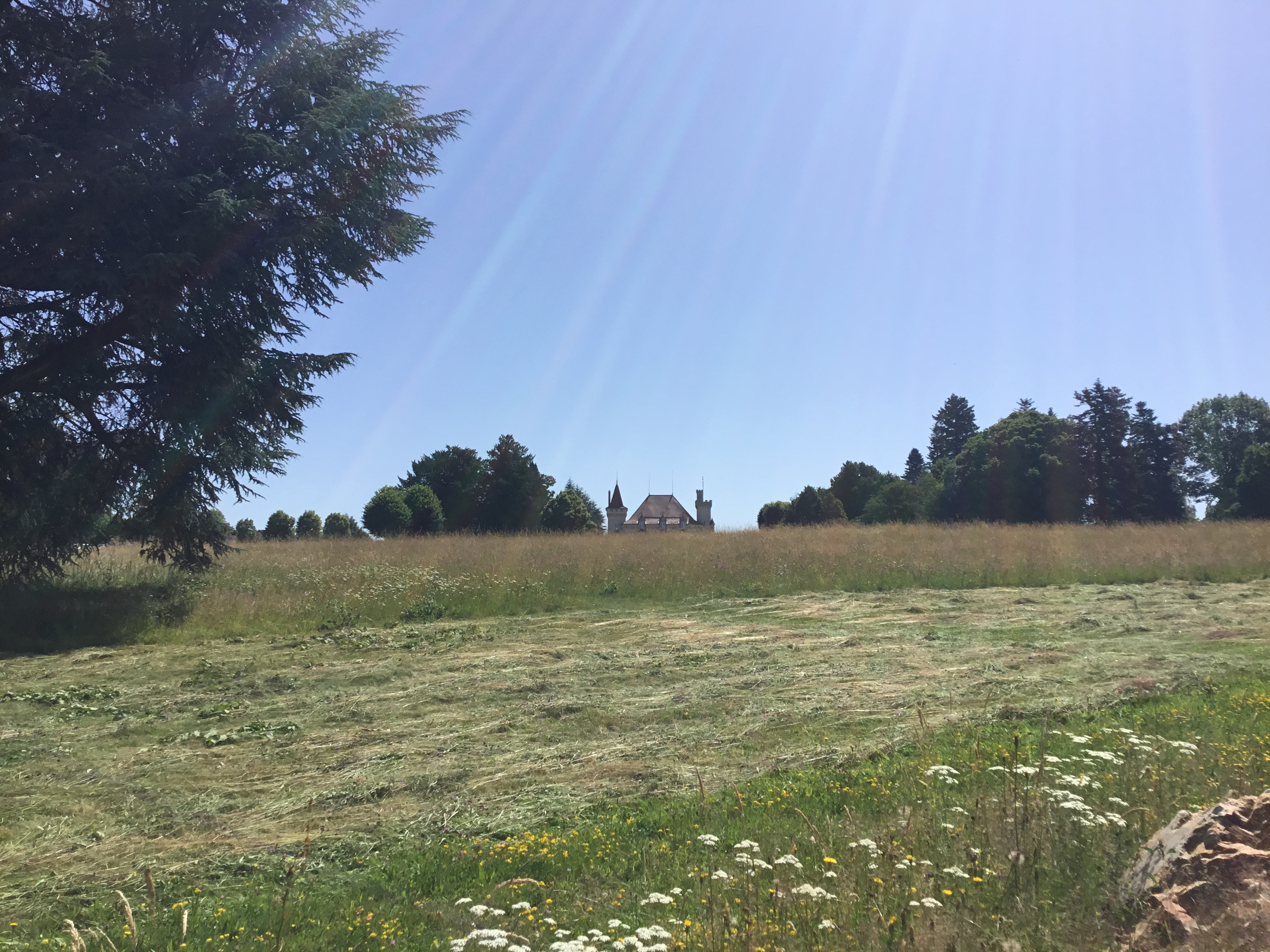
Pré et mairie de Feytiat, au début de la fauche, avant la construction du futur lotissement.

- Château de Laugerie[30] (XVIIe siècle)
- Château du Puytison
- Église Saint-Léger-et-Saint-Clair (XIIe siècle). L'abside et le chœur ont été inscrits au titre des monuments historiques en 1988[31].
- le prieuré du Châtenet vers 1120[32]
- le château du Mas Cerise

### Cultes
- Catholicisme : Église Saint-Léger-et-Sainte-Claire
- Protestantisme : Église Protestante Évangélique de Limoges "Mission Timothée"[33].

### Jumelages
- Leun (Allemagne)
- Arenys de Munt (Espagne)

### Personnalités liées à la commune
- Étienne de Muret.
- Guillaume Grégoire de Roulhac.
- Miguel Indurain reçoit la médaille de la ville de Feytiat.
- Jean-Paul Denanot, maire de Feytiat de 1992 à 2004.
- Fabrice Garcia-Carpintero (1980-), écrivain, éditeur et réalisateur.
- Romane Komar, Miss Limousin 2016.

### Héraldique
|  | Les armoiries de Feytiat se blasonnent ainsi : Écartelé au premier d'argent au chef de gueules (qui est de l'ordre de Grandmont, fondateur de l'Abbaye de Chatenet vers 1120), au deuxième d'azur à 3 lions passants léopardés d'or et lampassés d'argent (qui est des Maledent de Feytiat), au troisième d'azur à la tour d'argent ouverte, maçonnée et ajourée de sable, au quatrième de Gueules à la fasce d'or (qui est des Martin du Puytison). |

## Pour approfondir